# (1172) Énée
Pour les articles homonymes, voir Énée.
(1172) Énée est un astéroïde troyen de Jupiter. Son nom fait référence à Énée, le prince troyen. Il a été découvert par Karl Wilhelm Reinmuth le 17 octobre 1930 à l'observatoire du Königstuhl près de Heidelberg en Allemagne.

## Caractéristiques
Il partage son orbite avec Jupiter autour du Soleil au point de Lagrange L5, c'est-à-dire qu'il est situé à 60° en arrière de Jupiter.
Les calculs d'après les observations de l'IRAS lui accordent un diamètre d'environ 143 kilomètres.
Sa désignation provisoire était 1930 UA.